# Intelligentsia
De Russische term intelligentsia (Russisch: интеллигенция), uit het Latijnse intelligentia (verstand, inzicht), verwijst naar de intellectuele elite van een land. Deze houdt zich bezig met complexe geestelijke en creatieve arbeid, gericht op de ontwikkeling, verspreiding en instandhouding van de cultuur in een samenleving. Ze omvat naast intellectuelen ook sociale groepen als kunstenaars en onderwijzers.